# Maladies professionnelles liées aux pesticides
Plusieurs maladies professionnelles liées à l'exposition aux pesticides sont officiellement reconnues. Cette reconnaissance ouvre droit aux travailleurs concernés de bénéficier d'une indemnisation.

## Histoire
La révolution verte, marque le début du recour massif aux produits phytosanitaires à partir des années 1950, lorsque le modèle agricole dominant change de l’agriculture familiale vers celui de l'agriculture intensive.
Depuis les années 1980, les enquêtes épidémiologiques évoquent l’implication des pesticides dans plusieurs pathologies professionnelles chez des personnes exposées à ces substances, en particulier des pathologies cancéreuses, des maladies neurologiques et des troubles de la reproduction,.
En Californie, des intoxications aiguës se produisent, dans les vergers, chez les travailleurs exposés aux organophosphorés avec les végétaux après les traitements. Des contaminations alarmantes de l’environnement sont détectées, et des travaux révèlent que le lait maternel humain est, lui aussi, contaminé, notamment par certains insecticides de la famille des composés organochlorés (tels que le DDT ou le lindane).
Dès les années 1960, en France, certains médecins du travail agricole se préoccupent des effets des pesticides sur la santé des travailleurs agricoles. Aux États-Unis, les critiques associées à leur utilisation alimentent dès cette époque d’importantes mobilisations protestataires, dénonçant leurs effets délétères sur la santé des saisonniers agricoles, des consommateurs ou de la faune sauvage.
Dans les années 1990, des études épidémiologiques démontrent que les pesticides représente un facteur de risque pour la maladie de Parkinson et pour certains cancers.
L'effet des pesticides sur la santé des travailleurs agricoles sur le plan scientifique ne devient un sujet de recherche qu’au cours des année 2000.
En 2013, une méta-analyse sur les effets des pesticides sur la santé aboutie à la présomption forte à quatre pathologies d'avoir un lien avec l’exposition aux pesticides : la maladie de Parkinson, le lymphome non hodgkinien, le myélome multiple et le cancer de la prostate.
La consommation de pesticides a quasiment doublé à l’échelle mondiale entre les années 1990 et 2020.
Le 30 juin 2021, le comité d’experts nommé par l’Institut national de la santé et de la recherche médicale (Inserm) publie une nouvelle méta-analyse sur les effets des pesticides sur la santé basée sur l'analyse de 5 300 publications scientifiques. L'organisme public confirme la « mise en évidence de présomptions fortes de liens entre certaines pathologies et l’exposition aux pesticides ». Le rapport ajoute six nouvelles pathologies liées à l'exposition aux pesticides à présomption forte : les troubles cognitifs, la bronchopneumopathie chronique obstructive, la bronchite chronique, mais aussi les troubles neurodéveloppementaux, les leucémies et les cancers du système nerveux central chez les enfants des femmes exposées durant la grossesse. Par ailleurs, l'analyse ajoute une présomption moyenne de causalité concernant un effet de certains pesticides au sujet de neuf autres pathologies : les troubles anxiodépressifs, la maladie d’Alzheimer, l’asthme et les sifflements respiratoires, les pathologies thyroïdiennes, la leucémie chez l’adulte et enfin les cancers du sein, de la vessie, du rein, le sarcome des tissus mous et des viscères.
Le 1er février 2024, le gouvernement Attal annonce, en réponse aux manifestations du monde agricole, la suspension de la dernière version du plan Écophyto 2030, visant à réduire de moitié l'utilisation des pesticides d'ici à 2030,. Le 28 mars 2024, 800 médecins et soignants mettent en garde contre les dangers des produits phytopharmaceutiques,,.
En juillet 2025, la loi Duplomb, réautorise l'usage dérogatoire de néonicotinoïdes en France. En réaction, plus de deux millions de Français signent la pétition contre cette loi,.

## Maladies reconnues
En France, l’État reconnaît officiellement comme maladies professionnelles étant liées à l'exposition aux pesticides, la maladie de Parkinson en 2012, l'hémopathie maligne (cancer du sang) en 2015, comme le lymphome non hodgkinien dont la leucémie lymphoïde chronique et le myélome multiple, et le cancer de la prostate le 22 décembre 2021,,.
L'exposition prolongée aux pesticides peut avoir des conséquences significatives sur la santé des professionnels exposés aux produits phytosanitaires. Plusieurs études épidémiologiques mettent en évidence des liens entre l'exposition professionnelle aux pesticides et diverses pathologies.
La présomption d’un lien entre l’exposition aux pesticides et la survenue d'une pathologie est appréciée à partir des résultats des études épidémiologiques évaluées et est qualifiée de forte, moyenne ou faible. Ces résultats sont mis en perspective avec ceux des études toxicologiques pour évaluer la plausibilité biologique des liens observés.

### Cancers
Plusieurs types de cancers sont associés à l'exposition professionnelle aux pesticides chez les agriculteurs.

#### Cancers de l’enfant
Les études épidémiologiques sur les cancers de l’enfant permettent de conclure à une présomption forte de lien entre l’exposition aux pesticides de la mère pendant la grossesse (exposition professionnelle ou par utilisation domestique) ou chez l’enfant et le risque de certains cancers, en particulier les leucémies et les tumeurs du système nerveux central,.

#### Cancer de la prostate
Cinq méta-analyses montrent une augmentation du risque variant de 13 à 33%.

#### Cancers du sang
Pour les Lymphomes non hodgkiniens (LNH), une méta-analyse de 2014 révèle une augmentation du risque de 30 à 70% selon les familles de pesticides étudiées,.
Une méta-analyse de l'Institut national de la santé et de la recherche médicale (Inserm) de 2021 précise des liens de présomption forte avec des substances actives (malathion, diazinon, lindane, DDT) et avec la famille chimique des composés organophosphorés,.

### Maladies neurodégénératives

#### Maladie de Parkinson
Les études montrent un risque quasiment doublé chez les personnes exposées aux pesticides.
La méta-analyse de l'Inserm de 2021 précise des liens entre maladie de Parkinson et les troubles cognitifs avec les insecticides organochlorés et les organophosphorés.

#### Troubles cognitifs
Plus de 50 études révélent des altérations des performances cognitives chez les personnes exposées de manière chronique.

### Maladies respiratoires
L'Inserm conclut à une présomption forte de lien entre l'exposition aux pesticides et le risque de développer cette grave maladie inflammatoire des bronches, comme la Bronchopneumopathie chronique obstructive (BPCO).

### Autres pathologies
Certaines études épidémiologiques suggèrent des liens entre l'exposition aux pesticides et des troubles de la reproduction.
Il est important de noter que ces effets à long terme peuvent se manifester même des années après l'exposition. De plus, bien que les agriculteurs soient les plus exposés, d'autres populations peuvent également être affectées, notamment les résidents des zones rurales proches des zones d'épandage.
D'autres maladies font l'objet d'une présomption forte ou moyenne de lien avec l'exposition aux pesticides, selon un rapport d'expertise de l'Inserm : les troubles cognitifs, la bronchopneumopathie chronique obstructive (BPCO), la bronchite chronique, les troubles neurodéveloppementaux chez les enfants exposés pendant la grossesse, les leucémies et cancers du système nerveux central chez les enfants exposés.

## Pesticides incriminés

### Glyphosate
Depuis 2015, le Centre international de recherche sur le cancer de l’Organisation mondiale de la Santé (OMS) qualifie le glyphosate de cancérogène probable pour l'homme,.
L'Inserm conclut en 2021 à l’existence d’un risque accru de LNH avec une présomption moyenne de lien,.
En 2023, les agences sanitaires européennes persistent à conclure à l’absence de cancérogénicité de cet herbicide. Les experts de l’Inserm confirment que des arguments sérieux suggèrent un effet cancérogène de ce produit.
En 2024, le glyphosate est détecté dans les urines de 17 % de la population.

#### Reconnaissances
En 2018, Dewayne Johnson, un jardinier américain, atteint d’un cancer en phase terminale, avait obtenu un jugement historique condamnant Monsanto à lui verser plus de 282 millions de dollars de dommages et intérêts. Les Monsanto Papers jouent un rôle important dans la condamnation de Monsanto.
En 2020, Paul François, un agriculteur de Charentes, fait condamner Bayer-Monsanto pour des troubles neurologiques dus aux émanations des pesticides employés.
En 2023, les experts du Fonds d’indemnisation des victimes de pesticides reconnaissent un lien entre l’utilisation de l’herbicide controversé pendant la grossesse de la mère et la maladie de son enfant. Une première en France,.

### Chlordécone
Un lien « de présomption fort » – est mentionné entre exposition au chlordécone aux Antilles françaises avec le cancer de la prostate au sein de la population antillaise,,.

### Fongicides inhibiteurs du succinate déshydrogénase
Les études toxicologiques ou mécanistiques montrent que certains succinate déshydrogénase (SDHi) pourraient être considérés comme des perturbateurs endocriniens au moins chez les poissons. Alors que les SDHi ne présentent aucune génotoxicité, certains montrent des effets cancérogènes chez les rongeurs mais ce résultat est discuté sur la base d’un mécanisme de cancérogenèse non extrapolable aux humains. Des recherches sont nécessaires pour améliorer l’évaluation du potentiel cancérogène des SDHi, et plus généralement des composés non génotoxiques, et pour combler les lacunes dans les données humaines par le renforcement de la biosurveillance et l’exploitation des cohortes existantes,.

## Professionnels concernés
Les professionnels concernées par ce types de maladies professionnels sont les viticulteurs,, les agriculteurs, les fleuristes,, les anciens exploitants, leurs conjoints et les membres de leur famille bénéficiaires d'une pension de retraite agricole, ainsi que les enfants (exposés in utero) dont l'un des deux parents est exposé professionnellement,,,,.
L'exposition aux pesticides peut se faire par contact dermique, par inhalation, ou plus rarement par ingestion.
L'exposition peut également empoisonnés par les épandages les riverains de zones agricoles.

## Procédure de reconnaissance
La reconnaissance d'une maladie professionnelle liée aux pesticides, nécessite l'obtention d'un certificat médical initial du médecin traitant ou spécialiste, ainsi que d'une déclaration de maladie professionnelle transmise à la caisse locale de la Mutualité sociale agricole ou au Fonds d'indemnisation des victimes de pesticides,. Une maladie qui ne faisant pas l'objet d'une reconnaissance officielle, peut faire l'objet d'un examen par un Comité de reconnaissance des maladies professionnelles (CRMP). Cette reconnaissance est décrite comme « un parcours du combattant ».
La reconnaissance de maladie professionnelle permet une indemnisation, de partir à la retraite anticipée à l’âge de soixante ans, si le taux d’incapacité permanente partielle est supérieur à 20 %, et d’obtenir une demi-part fiscale supplémentaire à partir de 40 % de taux d’IPP. Elle 
En agriculture, l'exposition aux pesticides est le deuxième motif de maladie professionnelle derrière les troubles musculosquelettiques.
En Bretagne, entre 2015 et 2025, le Collectif de soutien aux victimes de pesticides de l’Ouest accompagne 240 agriculteurs à dans la reconnaissance de leur pathologie en maladie professionnelle.

### Fonds d’indemnisation des victimes de pesticides
La constitution du Fonds d’indemnisation des victimes de pesticides (FIVP) est actée en janvier 2020 par l'article 70 de loi de financement de la sécurité sociale. Le 27 novembre 2020, le ministère de la Santé publie le décret actant la création d'un fonds d'indemnisation des victimes,.
Ce nouveau dispositif est financé par les cotisations sociales d'accidents du travail et de maladies professionnelles des salariés et l'indemnisation complémentaire. Celles des enfants seront financées par le relèvement de la taxe de phytopharmacovigilance. L'État est absent du financement.
Seules les victimes dont l’exposition aux pesticides est liée à une exposition professionnelle peuvent bénéficier des indemnisations du fonds. Celle-ci ne concerne pas les riverains empoisonnés par les épandages de voisins agriculteurs.

## Controverses

### Désinformation organisée autour du glyphosate
En 2017, Le Monde révèle les Monsanto Papers, dénonçant la désinformation organisée autour du glyphosate et comment la firme américaine a fait paraître des articles coécrits par ses employés et signés par des scientifiques pour contrer les informations dénonçant la toxicité du glyphosate,.

### Modalités d'étude de mise sur le marché d'un produit phytopharmaceutique
Plusieurs rapports institutionnels et enquêtes parlementaires soulignent que l'évaluation réglementaire lors de la mise sur le marché des produits phytopharmaceutiques repose principalement sur les études produites par l'industrie pharmaceutique elle-même. En 2023, la commission d'enquête de parlementaire française releve que « l’essentiel des études prises en compte dans le processus d’autorisation sont celles produites par les industriels eux-mêmes », avec un « manque de prise en compte de la littérature scientifique indépendante »,.
L'Agence nationale de sécurité sanitaire de l'alimentation, de l'environnement et du travail (ANSES), l'Institut national de recherche pour l'agriculture, l'alimentation et l'environnement (INRAE) et une mission conjointe de l'Inspection générale des affaires sociales (IGAS), du Conseil général de l'environnement et du développement durable (CGEDD) et du Conseil général de l'alimentation, de l'agriculture et des espaces ruraux (CGAAER) relève que si la consultation de la littérature scientifique indépendante est prévue réglementairement, elle demeure peu intégrée dans l'analyse finale, l'évaluation se fondant surtout sur les données fournies au dossier par les entreprises,,.
Ces constats conduissent plusieurs instances à recommander une meilleure prise en compte des études scientifiques indépendantes lors du processus d'évaluation.

### Inefficacité des politiques publique de réduction de l'usage de pesticide

#### Plan Écophyto
La politique publique française Écophyto, initié en 2008 visant à réduire de 50% de l'usage des pesticides en dix ans, est un échec. Sur les cinq premières années, la consommation de pesticides augmentée de 5%. Le plan Écophyto 2 (2015-2025) tente de corriger ce constat, suivi par Écophyto 2+, Écophyto 2030. En 2023, les indicateurs d’utilisation de pesticide sont au même niveau qu’en 2009.
En février 2024, le gouvernement de Gabriel Attal annonce la suspension de ce plan, en réponse aux manifestations du monde agricole.
Le plan est modifié en mai 2024, il consiste principalement au remplacement de l'indicateur du suivi de l'utilisation des pesticides (le NODU) par un indicateur critiqué par des scientifiques du domaine (le HRI),.

#### Loi Duplomb
En 2025, la loi Duplomb suscite une polémique par la réintroduction dérogatoire de certains néocotinoïdes, comme l'acétamipride, à la demande du syndicat agricole productiviste de la Fédération nationale des syndicats d'exploitants agricoles (FNSEA). Cette loi est perçue par la société civile comme un recul par rapport aux objectifs de réduction des pesticides et suscite une pétition contre la loi Duplomb.
Le décret du 8 juillet 2025 réduit l’indépendance de l’Agence nationale de sécurité sanitaire (ANSES), notamment en matière d’autorisation des pesticides, ce qui soulève des inquiétudes sur la capacité à prendre des décisions strictes et impartiales concernant les risques liés aux pesticides.